# Nikolaos Kandunis
Nikolaos Kandunis, gr. Νικόλαος Καντούνης (ur. 28 stycznia 1768 na greckiej wyspie Zakintos, zm. 25 kwietnia 1834 tamże) – grecki malarz i kapłan.
W wieku 19 lat został księdzem. Jego wzorem był Nikolaos Kutuzis, którego naśladował zarówno w malarstwie, jak i stylu życia. Największą inspiracją dla nich obu było malarstwo włoskie, a w szczególności weneckie. Styl Kandunisa odznaczał się dużą zdolnością kompozycyjną. Tworzył głównie obrazy o tematyce religijnej i portrety.